# Cabo Capricorn
O cabo Capricorn é um cabo de Queensland, Austrália. Fica na ilha Curtis, na região de Gladstone.